# Opisthorchiidae
Famille
Les Opisthorchiidae forment une famille de vers trématodes. 

## Liste des genres
Cette famille comprend les genres suivants répartis en treize sous-familles[réf. nécessaire] :
- sous-famille Allogomtiotrematinae Yamaguti, 1958
  - Allogomtiotrema Yamaguti, 1958
  - Satyapalia Lakshminarayana & Hafeezullah, 1974
- sous-famille Delphinicolinae Yamaguti, 1933
  - Delphinicola Yamaguti, 1933
- sous-famille Diasiellinae Yamaguti, 1958
  - Diasiella Travassos, 1949
- sous-famille Metorchiinae Lithe, 1909
  - Cladocystis Poche, 1926
  - Holometra Looss, 1899
  - Metorchis Looss, 1899
  - Parametorchis Skrjabin, 1913
- sous-famille Microtrematinae Filimonova, 2000
  - Microtrema Kobayashi, 1915
- sous-famille Oesophagicolinae Yamaguti, 1933
  - Oesophagicola Yamaguti, 1933
- sous-famille Opisthorchiinae Looss, 1899
  - Amphimerus Barker, 1911
  - Astiotrema Looss, 1900
  - Clonorchis Looss, 1907
  - Cyclorchis Lühe, 1908
  - Erschoviorchis Skrjabin, 1945
  - Euamphimerus Yamaguti, 1941
  - Evranorchis Skrjabin, 1944
  - Gomtia Thapar, 1930
  - Nigerina Baugh, 1957
  - Opisthorchis Blanchard, 1895
  - Paropisthorchis Stephens, 1912
  - Pseudamphimerus Gower, 1940
  - Thaparotrema Gupta, 1955
  - Trionychotrema Jin & Zhang, 1981
- sous-famille Pachytrematinae Railliet, 1919
  - Pachytrema Looss, 1907
- sous-famille Plotnikoviinae Skrjabin, 1945
  - Plotnikovia Skrjabin, 1945
- sous-famille Pseudamphistominae Yamaguti, 1958
  - Pseudamphistomum Lühe, 1908
- sous-famille Ratziinae Poche, 1926
  - Ratzia Poche, 1926
- sous-famille Tubangorchiinae Yamaguti, 1958
  - Tubangorchis Skrjabin, 1944
- sous-famille Witenbergiinae Scholz, 2008
  - Witenbergia Vaz, 1932